# Margarites helicinus
Margarites helicinus är en snäckart som först beskrevs av Phipps 1774.  Margarites helicinus ingår i släktet Margarites och familjen pärlemorsnäckor. Arten är reproducerande i Sverige. Inga underarter finns listade i Catalogue of Life.

## Bildgalleri

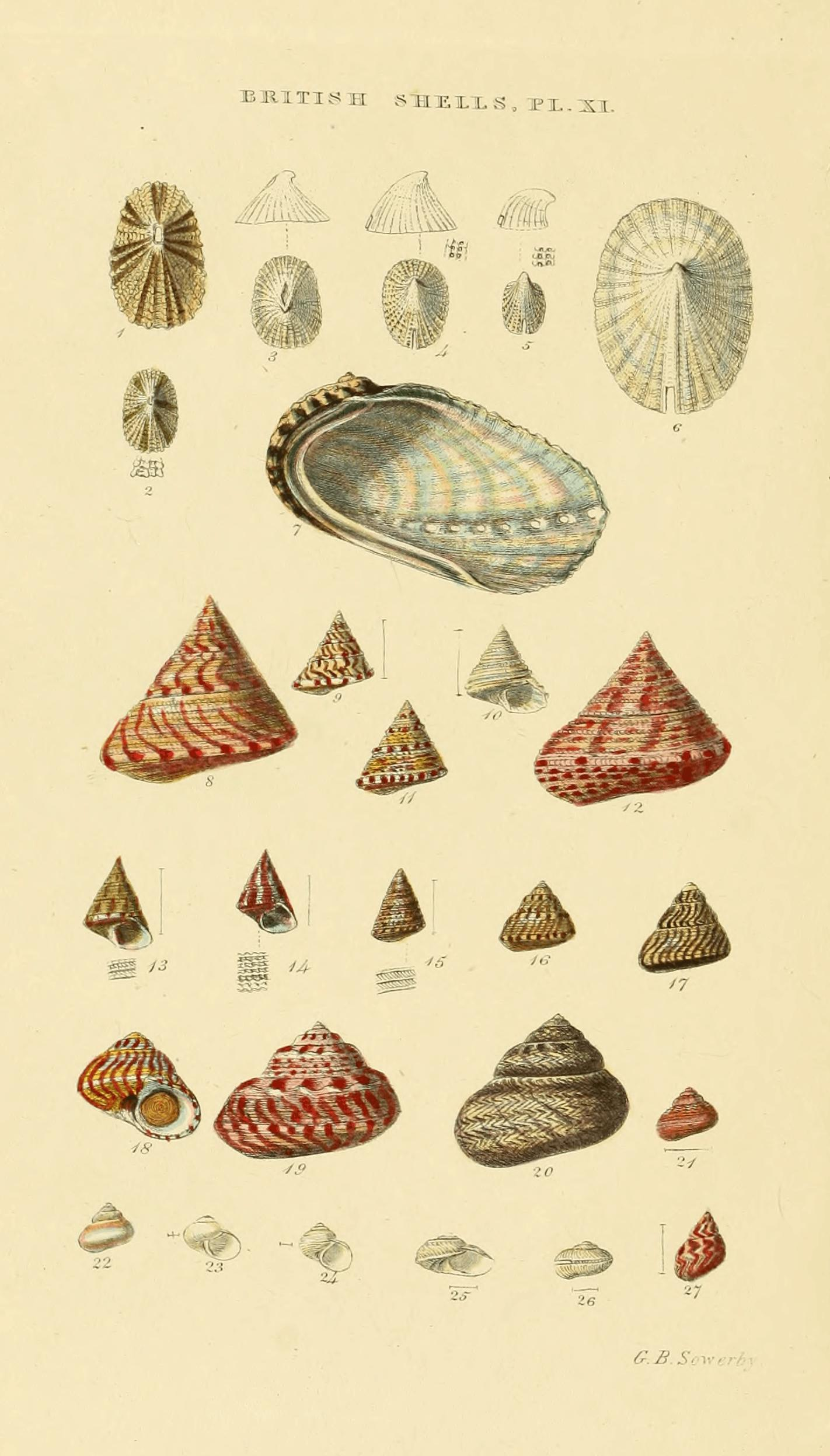
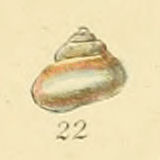
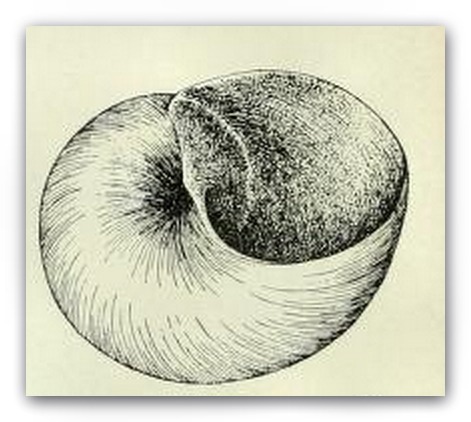